# 加納喜光
加納 喜光（かのう よしみつ、1940年6月15日 - ）は、日本の言語学者。茨城大学名誉教授。

## 来歴
1940年に鹿児島県に生まれる。東京大学文学部中国哲学科を卒業。同大学院をへて、茨城大学助教授、教授を務めた。中国文化論の担任であった。2006年に定年退官、名誉教授となった。

## 業績
藤堂明保の学説を引き継ぎ、中国思想、中国文学、中国博物学などについて研究を行っている。字源分類方式を生み出し、多くの著書を著し、講演活動なども行っている。

## 著書
- 『パズル式漢字教室 楽しみながら漢字に強くなる特訓・101問』(Tokuma books) 徳間書店, 1973 のち文庫
- 『中国の古典 18-19  詩経』訳 学習研究社, 1982-83
- 『漢字これだけ知っていれば十分』 (エスカルゴ・ブックス) 日本実業出版社, 1983.3
- 『中国医学の誕生』(東洋叢書) 東京大学出版会, 1987.5
- 『漢字の常識・非常識』講談社現代新書 1989.6
- 『漢字の博物誌』大修館書店, 1992.11
- 『違いがわかる漢字辞典 変換ミスを解消する! 見る・観る・視る・診るー何をミル?』 (ワニ文庫) ベストセラーズ, 1993.11
- 『読めそうで読めない漢字2000 あいまい読み・うっかり読み実例集』講談社+α文庫 1994.4
- 『漢字の満漢全席 見て味わう』 (徳間文庫) 1995.5
- 『あってるつもりで間違ってる漢字 新聞・雑誌の不覚2500』 (講談社+α文庫) 1996.4
- 『小学生で1945字も漢字が読めちゃう本 加納喜光のらくちん授業』 (わかる!できる!のびる!ドラゼミ・ドラネットブックス. 日本一の教え方名人ナマ授業シリーズ) 小学館, 1998.1
- 『知ってるようで知らない日本語辞典 目から鱗が落ちる言葉の蘊蓄』講談社文庫 1998.3
- 『漢字の成立ち辞典』東京堂出版, 1998.7
- 『知っていそうで知らないなるほど・オモシロ漢字の常識』日本実業出版社, 1999.1
- 『辞書が教えない三字熟語』講談社ニューハードカバー 1999.2
- 『明るい漢字のはなし むずかしそうでやさしい漢字の本』星の環会, 1999.3
- 『渡る世間の知恵がつく漢字クイズ2190』 (小学館文庫) 1999.9
- 『いつも迷ってしまう漢字大疑問 一万人調査「どっちが正しい?」』 (Kodansha sophia books) 講談社, 2000.2
- 『似て非なる漢字の辞典』東京堂出版, 2000.7
- 『三字熟語語源小辞典』講談社, 2001.10
- 『風水と身体 中国古代のエコロジー』 (あじあブックス) 大修館書店, 2001.12
- 『あなたの日本語、ここが大間違い!』(成美文庫) 成美堂出版, 2002.4
- 『この漢字が読めますか? 日本語の奥は深い!』PHP研究所, 2002.5 のち文庫
- 『ザ・漢字力 母の乳房がタテに並ぶわけ』小学館, 2003.10
- 『書けそうで書けない漢字2000 あいまい書き・うっかり書き実例集』(講談社+α文庫) 2003.10
- 『漢字とあそぶ 読めそうだけど読めない漢字』星の環会, 2003.2
- 『みんなまちがえる漢字が読める本 加納喜光のらくちん授業』 (わかる!できる!のびる!ドラゼミ・ドラネットブックス. 日本一の教え方名人ナマ授業シリーズ) 小学館, 2003.5
- 『漢字ど忘れ世代のためのもいちど始める漢字練習帳 小学校で習った漢字、きちんと書けますか?』(@basic) 技術評論社, 2004.10
- 『この漢字も読めますか? 日本人度をチェック!』PHP研究所, 2004.7
- 『恋愛詩と動植物のシンボリズム (詩経 1)』汲古書院, 2006.3
- 『古代歌謡における愛の表現技法 (詩経 2)』汲古書院, 2006.6
- 『動植物の漢字がわかる本 イカはなぜ「烏賊」と書くのか?生き物の漢字がわかれば由来がわかる!由来がわかれば納得できる!』山海堂, 2007.1
- 『動物の漢字語源辞典』東京堂出版, 2007.11
- 『植物の漢字語源辞典』東京堂出版, 2008.6
- 『知ってびっくり「生き物・草花」漢字辞典 烏の賊が何故イカか』(講談社+α文庫) 2008.6
- 『魚偏漢字の話』中央公論新社, 2008.8　のち文庫
- 『読めそうで読めない漢字Q&A もう間違わない!実例集』(講談社+α文庫 2009.4
- 『読める・読めない漢字とあそぶ』星の環会, 2009.7
- 『人名の漢字語源辞典』東京堂出版, 2009.8
- 『常用漢字コアイメージ辞典』中央公論新社, 2011.10
- 『漢字辞典 ステップ3 (ドラえもんの学習シリーズ. ドラえもんの国語おもしろ攻略)』小学館, 2013.3
- 『漢字語源語義辞典』東京堂出版, 2014.9
- 『数の漢字の起源辞典』東京堂出版, 2016.7
- 『動物の漢字語源辞典 新装版』東京堂出版, 2021
- 『植物の漢字語源辞典 新装版』東京堂出版, 2021
- 『人名の漢字語源辞典 新装版』 東京堂出版, 2021
- 『漢字イメージ・ネットワーク辞典』 東京堂出版, 2022
- 『レトリックで読み解く教育漢字ー小学校で習う漢字の徹底分析』開拓社, 2024.5

### 共編著
- 『世界の女性史 16 中国 1 儒教社会の女性たち』岸辺成雄編　共著 評論社, 1977.9
- 『常用漢字ミラクルマスター辞典 1945字完全読みこなし』編. 小学館, 1998.4
- 『学研現代標準漢和辞典』藤堂明保共編. 学習研究社, 2001.4
- 『全訳用例漢和辞典 ビジュアル版』編. 学習研究社, 2003.3
- 『学研新漢和大字典 机上版』藤堂明保共編. 学習研究社, 2005.5
- 『漢字源 改訂第4版』藤堂明保,松本昭,竹田晃共編. 学習研究社, 2007.1
- 『新レインボー漢字早おぼえ字典』藤堂明保共編. 学習研究社, 2009.5
- 『学研学習用例漢和辞典 改訂第2版』編. 学研教育出版, 2015.1
- 『漢字源 改訂第6版』藤堂明保,松本昭,竹田晃共編. 学研プラス, 2018.12